# Abd-al-Múnim (nom)
Abd-al-Múnim és un nom masculí teòfor àrab islàmic (àrab: عبد المنعم, ʿAbd al-Munʿim) que literalment significa ‘Servidor del Benefactor’, essent «el Benefactor» un atribut de Déu. Si bé Abd-al-Múnim és la transcripció normativa en català del nom en àrab clàssic, també se'l pot trobar transcrit Abdul Munim, Abdul Moneim... normalment per influència de la pronunciació dialectal o seguint altres criteris de transliteració. Com a teòfor, també el duen musulmans no arabòfons que l'han adaptat a les característiques fòniques i gràfiques de la seva llengua.